# Aéroports de Paris
Aéroports de Paris (ADP) ist ein börsennotierter Flughafenbetreiber mit Firmensitz in Paris. Das Unternehmen ist als Betreiber diverser Flughäfen tätig, insbesondere für die drei großen Verkehrsflughäfen von Paris: Paris-Charles de Gaulle, Paris-Orly und Paris-Le Bourget.

## Hintergrund
ADP wurde nach dem Zweiten Weltkrieg am 24. Oktober 1945 durch die Provisorische Regierung der Französischen Republik als staatliches Unternehmen beziehungsweise als Établissement public gegründet. 2005 wurde es in eine Aktiengesellschaft umgewandelt und ab 2006 über einen Börsengang teilprivatisiert. ADP gehört weiterhin mehrheitlich dem französischen Staat, der 52,1 % der Aktien direkt und indirekt weitere 8,7 % über die Caisse des Dépôts et Consignations hält. Mit 8 % ist zudem die Schiphol Group im Rahmen einer Überkreuzbeteiligung engagiert.
Die französische Nationalversammlung beschloss am 4. Oktober 2018 die Veräußerung der zuletzt noch gehaltenen staatlichen Anteile von 50,6 Prozent an der Flughafengesellschaft Aéroports de Paris. Mit der Privatisierung der drei großen Verkehrsflughäfen von Paris sollen bis zu 10 Milliarden Euro in den Staatshaushalt fließen.

## Flughäfen
ADP betreibt neben dem Flughafen Paris-Charles de Gaulle und dem Flughafen Paris-Orly auch den auf den Geschäftsflugverkehr spezialisierten Flughafen Le Bourget. Daneben werden in der Pariser Region kleinere Flugplätze und Flugfelder in Chavenay, Chelles, Coulommiers, Étampes, Lognes, Meaux, Persan-Beaumont, Pontoise-Cormeilles-en-Vexin, Saint-Cyr-l’École und Toussus-le-Noble, sowie der Hubschrauberlandeplatz Issy-les-Moulineaux betrieben.
Im Rahmen einer strategischen Partnerschaft besteht seit Dezember 2008 eine Überkreuzbeteiligung mit dem Betreiber des Flughafens Amsterdam-Schiphol, der neben Paris-Charles de Gaulle das zweite Luftfahrt-Drehkreuz der Air-France-KLM-Gruppe bildet.
Am 12. März 2012 wurde bekannt, dass ADP insgesamt 38 % des börsennotierten türkischen Flughafenbetreibers TAV (der u. a. die Flughäfen in Istanbul und Ankara betreibt) für US$ 874 Mio. übernommen hat (mit einer Bewertung des gesamten Unternehmens von US$ 2,3 Mrd.); gleichzeitig übernimmt ADP für US$ 49 Mio. eine Beteiligung von 49 % an dem Schwesterunternehmen TAV Construction, das u. a. im Flughafenbau tätig ist.
Außerdem hält ADP über seine Tochter ADP Management zahlreiche Minderheitsbeteiligungen an Flughäfen weltweit, darunter 25,5 % der Betreibergesellschaft SETA in Mexiko, 25,6 % am Flughafen Lüttich, 29 % an der Betreibergesellschaft der Flughäfen in Guinea, 5 % an der Betreibergesellschaft des Flughafens Dschidda in Saudi-Arabien, 9,5 % an der Betreibergesellschaft des Flughafens von Amman in Jordanien, sowie 10 % an der Betreibergesellschaft des Internationalen Flughafens in Mauritius; darüber hinaus werden Flughäfen in Ägypten (darunter Flughafen Marsa Alam), Algerien und Kambodscha unter Managementverträgen betrieben.

## Weitere Beteiligungen
Es besteht eine 100-%-Beteiligung an der Consultingfirma ADP Ingénierie (ADPI), die in der Planung von Flughäfen tätig ist.